# Eisenbahnunfall von Duskheda
Der Eisenbahnunfall von Duskheda war ein Brand, der am 19. Februar 2000 in einem fahrenden Zug zwischen den Bahnhöfen Duskheda und Savada im indischen Bundesstaat Maharashtra ausbrach und bei dem 18 Menschen starben.

## Ausgangslage
Die Bahnhöfe Duskheda und Savada liegen östlich von Bhusawal, die Unfallstelle etwa 10 km von der Stadt entfernt. Hier war der Mumbai–Firozpur Punjab Mail (Zugnummer 2137) nachts auf der Bahnstrecke Bhusawal Junction–Khandwa Junction in Richtung Norden unterwegs. Die Strecke in indischer Breitspur ist zweigleisig und mit 25 kV elektrifiziert.

## Unfallhergang
Gegen 3:15 Uhr oder etwas später brach im Schlafwagen 2. Klasse Nr. 8 des Zuges ein Feuer aus und griff auf fünf weitere, benachbarte Schlafwagen 2. Klasse über. Ursache für den Brand sollten zunächst Fehler in der elektrischen Ausrüstung des Wagens gewesen sein, die durch Fahrlässigkeit bei Instandhaltungsarbeiten entstanden. Später wurde als Ursache für den Brand nachlässiges Hantieren mit einer brennenden Zigarette durch Reisende angegeben. Hinzu trat, dass die Notbremse des Wagens Nr. 8 nicht funktionierte und der Zug nicht sofort zum Stehen gebracht werden konnte. Ein Schrankenwärter habe den Brand bemerkt und gemeldet. Daraufhin wurde der Strom in der Oberleitung abgeschaltet, um den Zug zum Stehen zu bringen. Schließlich hielt er in Streckenkilometer 456,12–18. Obwohl Rettungskräfte aus dem Knotenbahnhof Bhusawal Junction schnell zur Stelle waren, dauerte es zwei Stunden, bevor der Brand gelöscht war.

## Folgen
18 Menschen starben, 15 weitere wurden verletzt. Einige der Toten waren verbrannt. Reisende verletzten sich auch dadurch, dass sie vom noch fahrenden Zug absprangen. Der Unfall wurde vom Commissioner of Railway Safety untersucht.